# نيك ريماندو
إسمه الكامل نيكولاس بول ريماندو (بالإنجليزية: Nicholas Paul Rimando)‏ ويعرف باسم نيك ريماندو (بالإنجليزية: Nick Rimando)‏ هو لاعب كرة قدم أمريكي في مركز حراسة المرمى ولد في يوم 17 يونيو 1979 في بلدة مونتكلير في ولاية كاليفورنيا في الولايات المتحدة، يلعب حالياً في صفوف نادي ريال سالت ليك وسبق له اللعب مع دي سي يونايتد وجينيرايشن أديداس وميامي فيوشن، كما بدأ باللعب مع منتخب الولايات المتحدة لكرة القدم منذ سنة 2002 ويبلغ طوله 178 سم.

## روابط خارجية
- نيك ريماندو على موقع الاتحاد الدولي (مؤرشف)  (الإنجليزية)
- نيك ريماندو على موقع الدوري الأمريكي (الإنجليزية)
- نيك ريماندو على موقع إي إس بي إن إف سي (الإنجليزية)
- نيك ريماندو على موقع قاعدة بيانات كرة القدم.إي يو (الإنجليزية)
- نيك ريماندو على موقع ليكيب (الفرنسية)
- نيك ريماندو على موقع ناشيونال فوتبول تيمز (الإنجليزية)
- نيك ريماندو على موقع Soccerbase.com (لاعب) (الإنجليزية)
- نيك ريماندو على موقع Soccerway.com (الإنجليزية)
- نيك ريماندو على موقع عالم كرة القدم.نت (الإنجليزية)
- نيك ريماندو على موقع AS.com (الإسبانية)